# Земля ведмедів (Фільм)
Земля ведмедів(англ. Land of the Bears) — незвичне ігрове кіно, головні ролі в якому виконують справжні ведмеді, а декорації створив найкращий художник — природа.

## Опис
Дії розгортаються на мальовничому півострові Камчатки, що відома на весь світ своїми казковими пейзажами неосяжних рівнин та величних: Вулканів. Сюжет розповідає історію маленьких ведмежат, які вперше здійснюють подорож на полювання. Їм доведеться стати справжніми: хижаками, зрозуміти, що краса та небезпека завжди крокують разом. Над фільмом працював сам Джеймс Кемерон, разом зі своєю командою, з :якою вони зняли такі стрічки як «Аватар» та «Життя Пі». Завдяки їх унікальним 3D технологіям, глядач зможе перенестись у дикий та: чарівний світ Камчатки, на якийсь час стати частиною сімейства ведмедів.